# 제미나이 (언어 모델)
제미나이(Gemini)는 LaMDA 및 PaLM 2의 후속으로 구글 딥마인드에서 개발한 다중 모드(멀티모달) 대형 언어 모델 제품군이다. 제미나이 울트라(Gemini Ultra), 제미나이 프로(Gemini Pro) 및 제미나이 나노(Gemini Nano)로 구성되어 2023년 12월 6일에 발표되었으며 오픈AI의 GPT-4의 경쟁자로 자리매김했다.

## 역사

### 개발
구글은 2023년 5월 10일 구글 I/O 기조연설에서 자회사 구글 딥마인드가 개발한 대형 언어 모델(LLM)인 제미나이를 발표했다. 이번 행사에서 역시 공개된 PaLM 2의 더욱 강력한 후속 모델로 자리매김한 것이다. 구글의 CEO 선다 피차이는 제미나이가 아직 초기 개발 단계에 있다고 말했다. 다른 LLM과 달리 제미나이는 텍스트 말뭉치만으로 훈련되지 않고 다중 모드로 설계되었다는 점에서 독특하다고 한다. 즉, 텍스트, 이미지, 오디오, 비디오 및 컴퓨터 코드를 포함한 여러 유형의 데이터를 동시에 처리할 수 있다는 의미이다. 이는 지난달 구글 딥마인드로 합병된 구글의 두 지점인 딥마인드와 구글 브레인 간의 협력으로 개발되었다. 와이어드 (잡지)와의 인터뷰에서 딥마인드의 CEO 데미스 허사비스는 제미나이의 고급 기능을 선전했다. 그는 이 알고리즘이 GPT-4에서 실행되고 구글이 LaMDA 및 바드 (챗봇)와 함께 공격적으로 도전했던 오픈AI의 ChatGPT를 능가할 것이라고 믿었다. 허사비스는 제미나이가 알파고와 다른 구글-딥마인드 LLM의 힘을 결합할 것이라고 말하면서 2016년 바둑 챔피언 이세돌을 꺾으면서 전 세계적으로 주목을 받은 딥마인드의 알파고 프로그램의 강점을 강조했다.
2023년 8월, 디 인포메이션은 제미나이에 대한 구글의 로드맵을 설명하는 보고서를 발표하여 회사가 2023년 말 출시일을 목표로 하고 있음을 밝혔다. 보고서에 따르면 구글은 대부분의 LLM에 있는 대화형 텍스트 기능을 결합하여 오픈AI 및 기타 경쟁사를 능가하기를 희망했다. 인공 지능 기반 이미지 생성을 통해 상황에 맞는 이미지를 생성하고 더 넓은 범위의 사용 사례에 맞게 조정할 수 있다. 바드와 마찬가지로 구글 공동 창업자인 세르게이 브린도 구글 브레인 및 딥마인드의 수백 명의 다른 엔지니어와 함께 제미나이 개발을 지원하기 위해 반은퇴 상태에서 소환되었다. 제미나이는 유튜브 동영상 사본에 대한 교육을 받았기 때문에 잠재적으로 저작권이 있는 자료를 필터링하기 위해 변호사도 투입되었다.
제미나이의 출시가 임박했다는 소식에 오픈AI는 GPT-4를 제미나이와 유사한 다중 모드 기능과 통합하는 작업을 서두르고 있다. 디 인포메이션은 9월에 구글이 구글 클라우드의 버텍스 AI 서비스를 통해 고객에게 제공하려는 LLM의 '초기 버전'에 대한 조기 액세스 권한을 여러 회사에 부여했다고 보고했다. 이 간행물은 또한 구글이 제미나이가 GPT-4 및 마이크로소프트의 깃허브 코파일럿과 경쟁할 수 있도록 무장하고 있다고 밝혔다. 12월 2일, 구글은 영어가 아닌 프롬프트 문제로 인해 제미나이의 출시를 다음 주에서 2024년 1월로 연기했다고 보고했으며, 뉴욕시, 워싱턴 D.C. 및 캘리포니아에서 세 가지 출시 이벤트가 계획되었다고 덧붙였다.

### 시작
2023년 12월 6일 피차이와 허사비스는 가상 기자회견에서 '제미나이 1.0'을 발표했다.